# Iophosa obliqua
Iophosa obliqua is een halfvleugelig insect uit de familie Aphrophoridae. De wetenschappelijke naam van deze soort is voor het eerst geldig gepubliceerd in 1946 door Lallemand.